# Pedro Alonso López
Pedro Alonso López (Tolima, Colombia, 8 oktober 1949) is de productiefste nog in leven zijnde seriemoordenaar. Hij is nog steeds voortvluchtig.

## Jeugd
Hij was de zevende van dertien kinderen. Zijn moeder gooide hem het huis uit toen hij acht was. Nadat hij werd verkracht door een pedofiel, werd hij erg paranoïde. Hij verstopte zich overdag en leefde vooral 's nachts op de straten van Tolima. Na een jaar verliet hij de stad en vestigde zich in Bogota. Een Amerikaans koppel vond hem op straat en bracht hem naar een school voor weeskinderen. Nadat hij door een leraar geslagen werd, stal hij geld uit de school en keerde terug de straat op. Hij was toen 12 jaar. Op straat leefde hij voornamelijk door te bedelen. In zijn puberteit begon hij ook te stelen. Vooral door het stelen van auto's verdiende hij veel geld. Op zijn 18de werd hij gearresteerd en moest hij naar de gevangenis. Daar werd hij opnieuw verkracht door vier medegevangenen. Hij nam nadien wraak door drie van hen te vermoorden. Door deze daad kreeg hij twee jaar extra. Een lichte straf, omdat de autoriteiten oordeelden dat hij deels uit zelfverdediging handelde. Hij werd in 1978 vrijgelaten en ging in Peru wonen.

## Gruweldaden
López had een slecht beeld over vrouwen. Zijn moeder was een prostituee. In de gevangenis had hij naar verluidt ook een stevige pornocollectie. Zijn vrouwenhaat nam hierdoor sterk toe. In zijn ogen waren ze allemaal hoeren. Mede hierdoor zou hij naar schatting ongeveer 350 kinderen hebben omgebracht, allemaal jonge meisjes. Meestal verkrachtte hij hen eerst, vervolgens werden ze gewurgd, want hij zou zeer grote handen hebben. Bij sommigen toonde hij zelfs eerst het graf waar ze later zouden liggen. Een precies cijfer is niet bekend, maar hij zou zo'n 100 meisjes in Peru, 100 in Colombia en 110 in Ecuador hebben omgebracht. Hierdoor kreeg hij ook de bijnaam "Het monster van het Andesgebergte". Naast de daadwerkelijke moorden vertelde López de politie ook over zijn “theekransjes moorden”. Kort na het vermoorden en begraven van zijn recente slachtoffers, zou hij terugkeren naar de graven van deze meisjes. Hij zou zijn slachtoffers opgraven en dan gesprekken, oftewel theekransjes met de meisjes aangaan. Totdat hij na een tijdje verveeld en gefrustreerd raakte omdat ze niets terug zeiden. López gaf als reden voor deze ondernemingen, dat hij het idee had dat de meisjes zijn gezelschap waardeerden en hij niet wilde dat ze zich eenzaam zouden voelen. Ook zou López nooit naar zijn slachtoffers refereren als “slachtoffers”, maar noemde hij ze zijn “munyakitas” oftewel poppetjes.

## Arrestatie
In Ecuador werd hij uiteindelijk gevangengenomen, vlak na het carnaval festival in 1980. De politie kon zijn gruweldaden niet geloven, tot hij hen zelf meenam naar een massagraf dat hij zou hebben aangelegd. Hij werd veroordeeld tot levenslang (wat in Ecuador overeenkomt met 16 jaar cel). Tijdens deze periode gaf hij één interview, met de Engelse journalist Ron Laytner. Hij zei toen dat hij geen spijt had van zijn daden en dat hij zeker opnieuw zou moorden, mocht hij vrijkomen.

## In vrijheidstelling
In de zomer van 1994 werd hij vrijgelaten en door Ecuador uitgeleverd aan Colombia. In Colombia werd er een kort proces tegen hem gevoerd. Hij werd gek verklaard en moest naar een psychiatrische instelling. Na drie jaar werd hij echter weer gezond verklaard en kwam hij weer vrij, op voorwaarde dat hij psychiatrische begeleiding zou krijgen en zich maandelijks zou melden bij een rechter. Hij keerde onder meer terug naar zijn moeder, die hij al 19 jaar niet meer gezien had. Na een kort weerzien trok hij zich terug in het binnenland.
Waar López zich nu bevindt is onzeker. Hij is sinds 1998 nergens meer gezien. Het gerucht doet de ronde dat hij door een huurmoordenaar is omgebracht, want er stond een prijs op zijn hoofd. Omdat in 2000 de maximumstraf in Ecuador van 16 naar 25 jaar werd verhoogd, wordt hij sindsdien gezocht. Interpol heeft in 2002 een arrestatiebevel tegen hem uitgeschreven, want er wordt vermoed dat hij nogmaals een meisje heeft vermoord.